# Chaetopteridae
Famille
Les Chaetopteridae sont une famille de vers polychètes de la sous-classe des Sedentaria. 

## Liste des genres
Selon World Register of Marine Species (21 décembre 2020) :
- genre Chaetopterus Cuvier, 1830
- genre Mesochaetopterus Potts, 1914
- genre Mesotrocha Leuckart & Pagenstecher in Leuckart, 1855
- genre Phyllochaetopterus Grube, 1863
- genre Spiochaetopterus M Sars, 1856

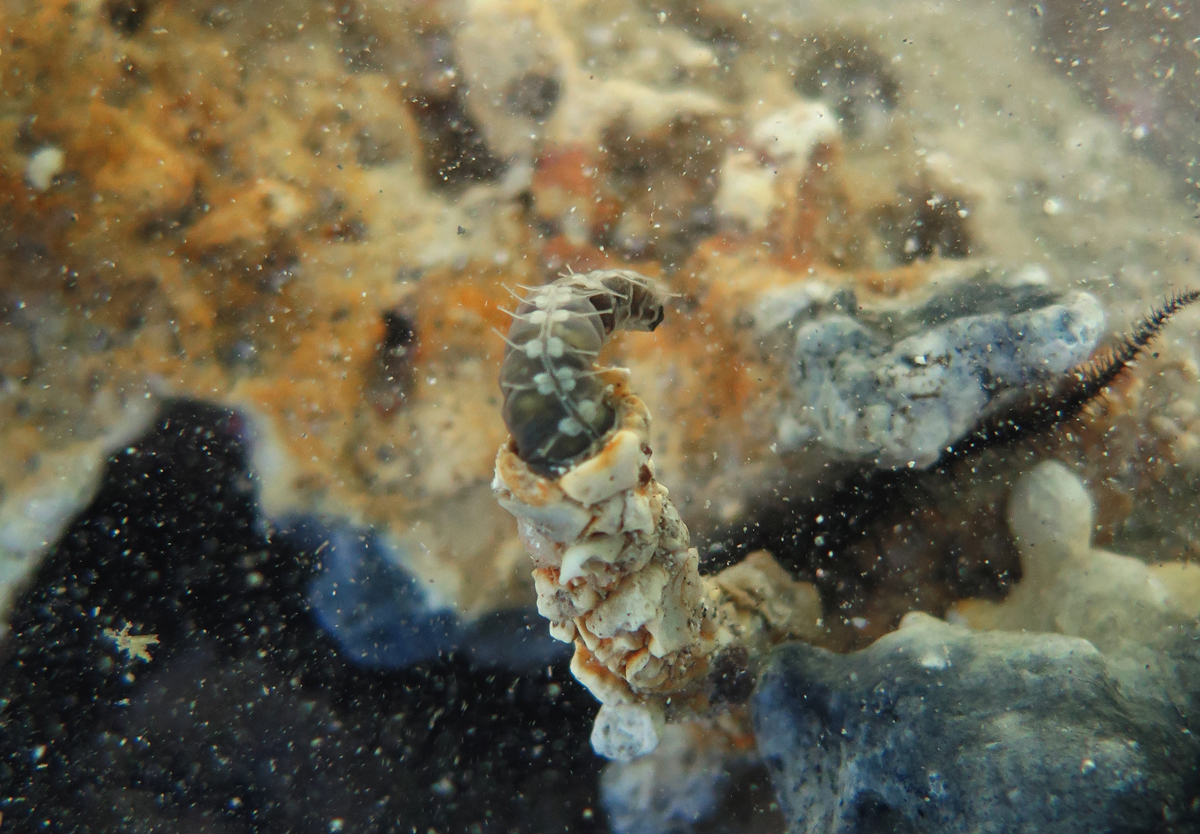
Spiochaetopterus sp. à la Réunion.

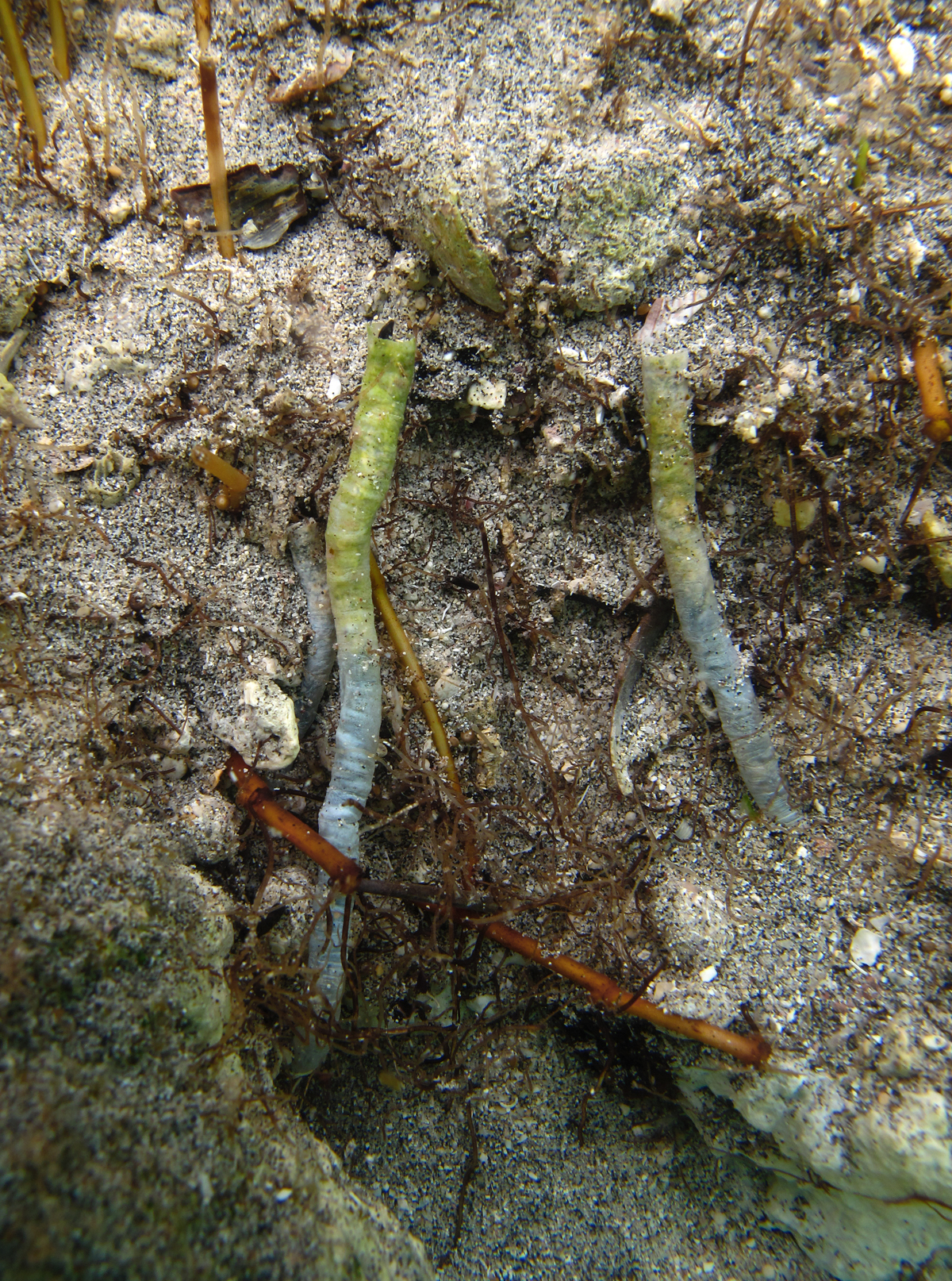
Tubes de Chaetopteridae à la Réunion.